# Sportjahr 1937
Liste der Sportjahre

◄◄ | ◄ | 1933 | 1934 | 1935 | 1936 | Sportjahr 1937 | 1938 | 1939 | 1940 | 1941 | ► | ►►

Weitere Ereignisse

## Ereignisse

### American Football
- Meister der NFL 1937 werden die Washington Redskins.
- Die Duquesne University gewinnt die dritte Orange Bowl.

### Badminton
Höhepunkte des Badmintonjahres 1937 waren die All England, die Irish Open, die Scottish Open und die French Open.

#### Internationale Veranstaltungen
| Veranstaltung | Herreneinzel   | Dameneinzel        | Herrendoppel                 | Damendoppel                         | Mixed                           |
| ------------- | -------------- | ------------------ | ---------------------------- | ----------------------------------- | ------------------------------- |
| All England   | Ralph Nichols  | Thelma Kingsbury   | Leslie Nichols Ralph Nichols | Betty Uber Diana Doveton            | Ian Maconachie Thelma Kingsbury |
| French Open   | Ian Maconachie | Mavis Green        | Ian Maconachie K. Smedley    | Daphne Young Mavis Green            | D. E. Kenyon Mavis Green        |
| Irish Open    | James Rankin   | Elizabeth Anderson | Ian Maconachie James Rankin  | Mavis Macnaughton Norma Stoker      | James Rankin Olive Wilson       |
| Malaysia Open | A. S. Samuel   | Alice Pennefather  | A. S. Samuel Chan Kon Leong  | Alice Pennefather Chionh Hiok Chor  | Wong Peng Soon Waileen Wong     |
| Scottish Open | Ralph Nichols  | Daphne Young       | Ralph Nichols Ian Maconachie | Marjorie Henderson Thelma Kingsbury | Ian Maconachie Thelma Kingsbury |

### Bergsteigen
- Juni: Die Deutsche Nanga-Parbat-Expedition 1937 unter der Leitung von Karl Wien endet wie schon die Deutsche Nanga-Parbat-Expedition 1934 in einer Katastrophe. Beim Versuch, den Nanga Parbat, von der nationalsozialistischen Propaganda bereits zum „Schicksalsberg der Deutschen“ stilisiert, zu besteigen, kommt der Großteil der Expeditionsteilnehmer ums Leben.

### Fechten
- Fechtweltmeisterschaften 1937

### Flugsport
- 14. September, Höhenweltrekord im Segelflugzeug durch Joachim Küttner

### Fußball

#### Internationale Fußballveranstaltungen
- 1. Februar: Argentinien gewinnt den Campeonato Sudamericano 1937 im Entscheidungsspiel gegen Brasilien.
- ab März: Europapokal der Fußball-Nationalmannschaften 1936 bis 1938
- 17. April: Im Hampden Park in Glasgow sehen sich 149.547 Besucher das Länderspiel Schottland gegen England an. Es ist die höchste Besucherzahl bei einem Fußballspiel vor dem Zweiten Weltkrieg.
- 16. Mai: Die „Breslau-Elf“ der deutschen Fußballnationalmannschaft fügt bei einem Freundschaftsspiel in Breslau der dänischen Mannschaft mit 8:0 die bisher höchste Niederlage zu.
- 13. Juni: Die Nordische Fußballmeisterschaft der Männer beginnt. Sie wird wegen des Weltkriegs im Oktober 1939 unterbrochen und 1947 zu Ende geführt.
- 13. Juni: Das für die Fußball-Weltmeisterschaft 1938 in Frankreich errichtete Stade Vélodrome in Marseille wird eingeweiht.
- 12. September bis 24. Oktober: Mitropapokal 1937
- Europapokal der Fußball-Nationalmannschaften 1936 bis 1938

#### Nationale Fußball-Meisterschaften
- 3. Januar: Der Favorit FC Schalke 04 verliert den Tschammerpokal 1936 mit 1:2 gegen den VfB Leipzig. Am 20. Juni gewinnt Schalke mit einem 2:0 gegen den 1. FC Nürnberg das Finale der Deutschen Meisterschaft.
- Anfang des Jahres: In republikanischen Teilen des vom Bürgerkrieg gespaltenen Spanien wird die Liga Mediterránea durchgeführt. Meister wird der FC Barcelona.
- Österreichische Fußballmeisterschaft 1936/37: SK Admira Wien
- Schweizer Fussballmeisterschaft 1936/37: Grasshopper Club Zürich
- Serie A 1936/37: Der FC Bologna verteidigt seinen Titel erfolgreich.
- Football League First Division 1936/37: Manchester City gewinnt seinen ersten Titel. Das gerade erst aufgestiegene Manchester United muss wieder den Gang in die Second Division antreten.
- Die Österreichische Fußball-Amateurstaatsmeisterschaft wird zum letzten Mal ausgetragen. Post SV Wien wird letzter Amateurmeister.

### Leichtathletik

#### Weltrekorde

##### Mittelstreckenlauf
- 11. August: Elroy Robinson, USA, läuft die 800 Meter der Herren in 1:49,6 min.

##### Langstreckenlauf
- 18. August: Ilmari Salminen, Finnland, läuft die 10.000 Meter der Herren in 30:05,6 min.

##### Gehen
- 30. Juni: John Mikaelsson, Schweden, absolviert das 20.000-Meter-Gehen der Herren in 1:32:12 h.

##### Sprungdisziplinen
- 29. Mai: William Sefton, USA, springt im Stabhochsprung der Herren 4,54 m.
- 29. Mai: Earl Meadows, USA, erreicht im Stabhochsprung der Herren 4,54 m.
- 12. August: Mel Walker, USA, springt im Hochsprung der Herren 2,09 m.

### Motorsport

#### Motorradsport

##### Motorrad-Europameisterschaft
- Bei der auf der Bremgarten-Rundstrecke in der Schweiz ausgetragenen Motorrad-Europameisterschaft gewinnt der Italiener Omobono Tenni auf Moto Guzzi vor seinem Landsmann und Teamkollegen Nello Pagani und dem Deutschen Ewald Kluge (DKW) den Titel in der Viertelliterklasse.
- Bei den 350ern siegt der britische Norton-Werksfahrer Jimmie Guthrie vor seinen Landsmännern Freddie Frith (ebenfalls Norton) und Ernie Thomas (Velocette).
- In der Halbliterklasse siegt ebenfalls Jimmie Guthrie vor Freddie Frith (beide Norton), Dritter wird der Omobono Tenni (Moto Guzzi).
- Bei den 600-cm³-Gespannen gewinnt das deutsche Duo Karl Braun / Ernst Badsching auf DKW vor den Schweizern Ferdinand Aubert / Rudi Grob und Max Hunziker (beide Norton).
- Im Rennen der 1000er-Gespanne setzen sich die Deutschen Hans Schumann / Julius Beer gegen ihre Landsmänner Hans Kahrmann / Heinrich Eder (beide DKW) und Paul Weyres / C. Barths (Harley-Davidson) durch.

##### Deutsche Motorrad-Straßenmeisterschaft
- Deutsche Meister werden Ewald Kluge (DKW, 250 cm³), Heiner Fleischmann (NSU, 350 cm³), Karl Gall (BMW, 500 cm³), Karl Braun / Ernst Badsching (DKW, Gespanne 600 cm³) und Hans Kahrmann / Heinrich Eder (DKW, Gespanne 1000 cm³).
- Braun gewann den Titel nach einem tödlichen Unfall auf dem Schleizer Dreieck postum. Die vermehrten schweren Seitenwagenunfälle der Jahre 1936 und 1937 – neben Karl Braun verunglückten beispielsweise auch Toni Babl, Albert Schneider, Hans Schneider und Josef Lohner tödlich – veranlassten das Nationalsozialistische Kraftfahrkorps als oberste Motorsportbehörde Deutschlands, für 1938 alle Gespannrennen zu verbieten. Auf einigen Rennstrecken wie der Solitude, dem Schleizer Dreieck und am Feldberg wurde der Rennbetrieb sogar ganz eingestellt. Erst nach dem Zweiten Weltkrieg wurden Seitenwagenrennen wieder erlaubt.

### Radsport
- 8. bis 30. Mai: Der Italiener Gino Bartali gewinnt den Giro d’Italia 1937.
- 6. bis 20. Juni: Der Deutsche Otto Weckerling gewinnt die Internationale Deutschland-Rundfahrt 1937.

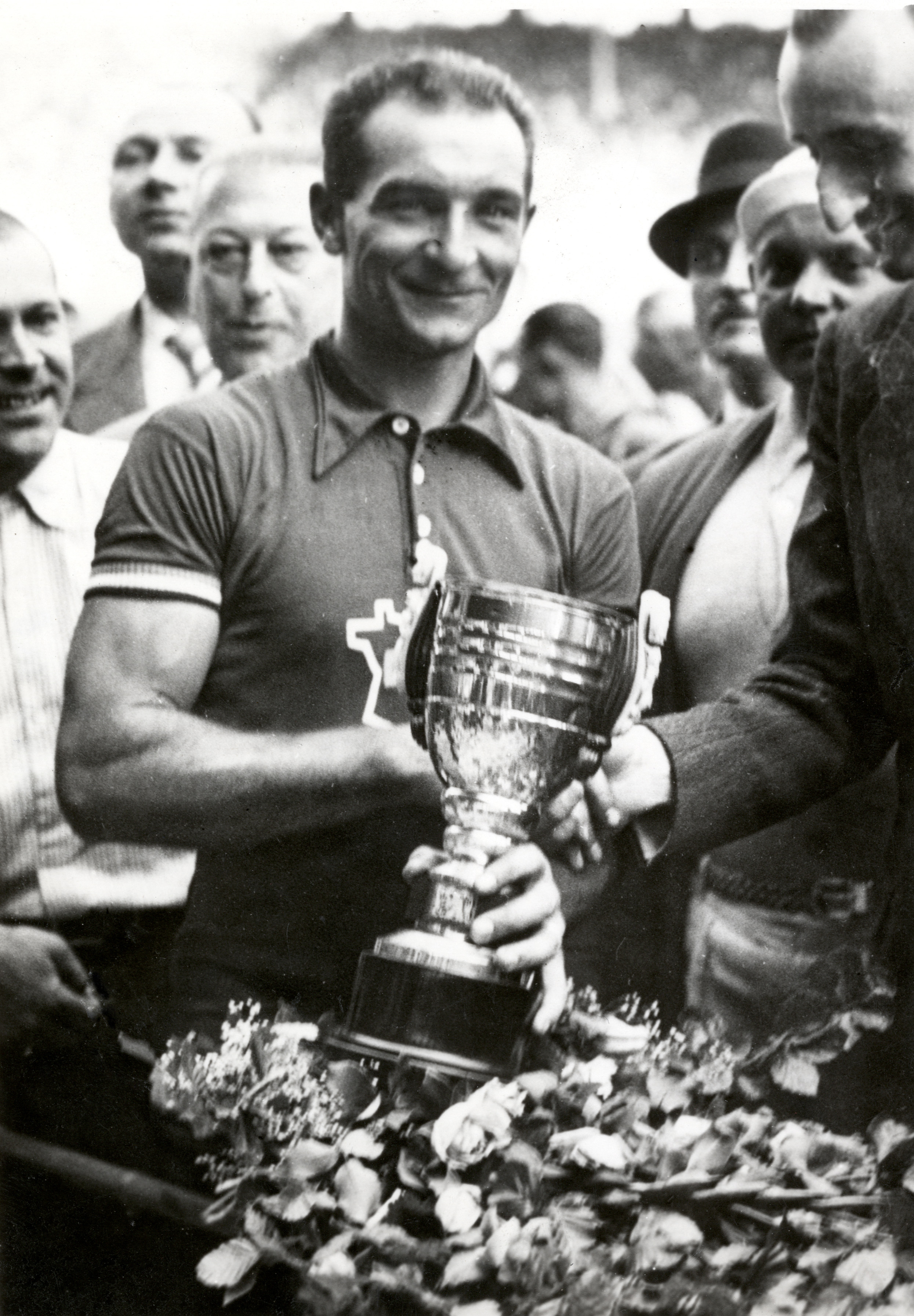
Roger Lapébie mit dem Pokal

- 30. Juni bis 25. Juli: Bei der Tour de France werden Fahrräder mit Kettenschaltung zugelassen. Roger Lapébie wird Toursieger, Frankreich gewinnt die Teamwertung.
- 21. bis 29. August: UCI-Bahn-Weltmeisterschaften 1937

### Schach

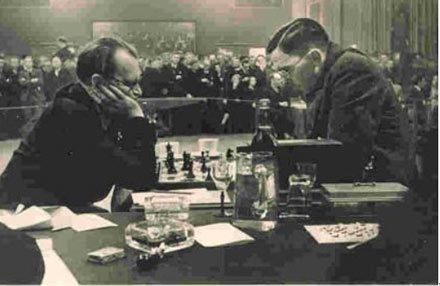
WM 1937: links Aljechin, rechts Euwe

- 4. Dezember: Schachweltmeisterschaft 1937: Alexander Aljechin gewinnt durch den Wettkampfsieg gegen Max Euwe den Schachweltmeistertitel zurück.

### Schwimmsport

#### Schwimmrekorde

##### Brustschwimmen
- 11. Mai: Jopie Waalberg, Niederlande, schwimmt in Amsterdam die 200 Meter Brust der Frauen in 03:00,2.
- 27. Juni: Jopie Waalberg, Niederlande, schwimmt in Zaandijk die 200 Meter Brust der Frauen in 02:58,0.
- 6. August: Jacques Cartonnet, Frankreich, schwimmt in Toulouse die 100 Meter Brust der Männer in 01:09,8.
- 2. Oktober: Jopie Waalberg, Niederlande, schwimmt in Gent die 200 Meter Brust der Frauen in 02:56,9.

##### Freistilschwimmen
- 10. Februar: Ragnhild Hveger, Dänemark, schwimmt in Kopenhagen die 400 Meter Freistil der Frauen in 05:14,2.
- 26. Juni: Die ungarische Schwimmstaffel mit Zoltán Kiss, Gyula Dienes, Árpád Lengyel und Ferenc Csik stellt in Budapest mit 04:10,2 den ersten Weltrekord über 4 × 100 Meter Freistil auf.
- 15. August: Die ungarische Schwimmstaffel mit Gyula Zolyomi, István Kőrösi, Ödön Gróf und Ferenc Csik unterbietet in Budapest mit 04:06,6 ihren eigenen Weltrekord über 4 × 100 Meter Freistil.
- 3. Oktober: Ragnhild Hveger, Dänemark, schwimmt in Gent die 400 Meter Freistil der Frauen in 05:14,0.
- 14. November: Ragnhild Hveger, Dänemark, schwimmt in Magdeburg die 400 Meter Freistil der Frauen in 05:12,4.
- 12. Dezember: Ragnhild Hveger, Dänemark, schwimmt in Kopenhagen die 400 Meter Freistil der Frauen in 05:11,0.

##### Rückenschwimmen
- 2. Februar: Nida Senff, Niederlande, schwimmt in Amsterdam die 200 Meter Rücken der Frauen in 02:44,6.
- 14. Februar: Ragnhild Hveger, Dänemark, schwimmt in Aarhus die 200 Meter Rücken der Frauen in 02:41,3.

### Tischtennis
- 1. bis 7. Februar: Der Österreicher Richard Bergmann wird Weltmeister bei der Tischtennisweltmeisterschaft 1937 in Baden bei Wien. Die Österreicherin Gertrude Pritzi gewinnt den Damentitel gemeinsam mit der US-Amerikanerin Ruth Hughes Aarons.

- Länderspiele Deutschlands (Freundschaftsspiele)
  - 30. Januar: Düsseldorf: D. – Niederlande 6:1 (Herren)
  - 22. Oktober: Danzig: D. – Schweden 1:4 (Herren)
  - 6. November: Prag: D. – CSR 0:5 (Herren)
  - 6. November: Prag: D. – CSR 2:3 (Damen)

### Wintersport
- 12./13. Februar: Eiskunstlauf-Weltmeisterschaften 1937 der Herren
- 13. bis 15. Februar: Alpine Skiweltmeisterschaften 1937
- 14. bis 18. Februar: Nordische Skiweltmeisterschaften 1937
- 17. bis 27. Februar: Eishockey-Weltmeisterschaft 1937
- 1./2. März: Eiskunstlauf-Weltmeisterschaften 1937 der Damen und Paare
- Bob-Weltmeisterschaft 1937
- In Südafrika wird erstmals eine Eishockey-Meisterschaft ausgetragen.

### Vereinsgründungen
- 1. Januar: Der luxemburgische Fußballverein US Sandweiler wird gegründet.
- 2. März: Der englische Fußballverein Colchester United wird gegründet.
- 18. März: Der heutige Fußballverein Neftçi Baku PFK wird unter dem Namen Neftjanik gegründet.
- April: Der Belgrader Fußballverein FK BSK Borča wird gegründet.
- 21. April: Der chilenische Sportverein CD Universidad Católica wird gegründet.
- 8. Mai: Der marokkanische Sportverein Wydad Casablanca wird als Schwimmverein gegründet.
- 19. Juli: Der irische Fußballverein Limerick FC wird gegründet.
- 27. August: Der russische Fußballverein RODKA wird gegründet.
- 25. September: Der VfB Kurhessen wird mit dem TSV 1860/85 Marburg zum VfL 1860 Marburg zwangsfusioniert.
- Der irische Fußballverein Galway United wird gegründet.
- Der Fußballverein NK Slaven Živinice wird gegründet.
- Der kroatisch-bosnische Fußballverein NK Sloga Ljubuški wird gegründet.
- In der kosovarischen Stadt Prizren wird der Fußballverein KF Liria gegründet.
- In der griechischen Stadt Volos wird der Fußballverein Olympiakos Volos gegründet.
- In Dschidda wird der saudische Sportverein Al-Ahli gegründet.
- In Bangkok wird der Militärfußballverein Air Force United gegründet.
- Auf den Fidschi-Inseln wird der Fußballverein Nadi FC gegründet.

## Geboren

### Januar
- 02. Januar: Martin Lauer, deutscher Leichtathlet, Olympiasieger und Schlagersänger († 2019)
- 05. Januar: Günter Graetsch, deutscher Fußballspieler († 2012)
- 05. Januar: Herbert Kurwan, deutscher Fußballspieler († 2020)
- 06. Januar: Luigi Arienti, italienischer Radrennfahrer († 2024)
- 06. Januar: Herbert Haag, deutscher Sportpädagoge († 2025)
- 08. Januar: Klaus Fritzinger, deutscher Fußballspieler, Automobilrennfahrer und Unternehmer († 2015)
- 14. Januar: Erland Kops, dänischer Badmintonspieler († 2017)
- 16. Januar: Luiz Bueno, brasilianischer Automobilrennfahrer († 2011)
- 18. Januar: Dieter Lindner, deutscher Leichtathlet († 2021)
- 20. Januar: Özkan Sümer, türkischer Fußballspieler, -trainer und -funktionär († 2020)
- 25. Januar: Werner Schneyder, österreichischer Kabarettist, Autor, Schauspieler, Regisseur und Sportkommentator († 2019)
- 30. Januar: Henner Huhle, DDR-Turner, Fechtmeister und Sportlehrer
- 30. Januar: Bruce Johnstone, südafrikanischer Automobilrennfahrer († 2022)
- 30. Januar: Boris Spasski, russischer Schachspieler († 2025)

### Februar
- 01. Februar: Maryan Wisnieski, französischer Fußballspieler († 2022)
- 02. Februar: Toni Auer, deutscher Radrennfahrer († 2023)
- 02. Februar: Tony Shelly, neuseeländischer Automobilrennfahrer († 1998)
- 02. Februar: Helmut Weinbuch, deutscher Sportfunktionär
- 03. Februar: Alex Young, schottischer Fußballspieler († 2017)
- 08. Februar: Aivars Gipslis, lettischer Schach-Großmeister († 2000)
- 09. Februar: Fritz Ewert, deutscher Fußballspieler († 1990)
- 12. Februar: Charles Dumas, US-amerikanischer Hochspringer († 2004)
- 12. Februar: Horst Tautenhahn, deutscher Fußballspieler († 2016)
- 12. Februar: Josef Wenninghoff, deutscher Tischtennisspieler († 2017)
- 17. Februar: Willi Koslowski, deutscher Fußballspieler († 2024)
- 18. Februar: Egon Adler, deutscher Radsportler († 2015)
- 21. Februar: Ron Clarke, australischer Leichtathlet († 2015)
- 22. Februar: Hermann Merchel, deutscher Fußballtorhüter († 2025)
- 25. Februar: Gyula Zsivótzky, ungarischer Hammerwerfer († 2007)
- 28. Februar: Margarete Wulff, deutsche Badmintonspielerin

### März
- 01. März: Günther Bosch, deutsch-rumänischer Tennistrainer
- 01. März: Aída dos Santos, brasilianische Leichtathletin
- 01. März: Urs von Wartburg, Schweizer Leichtathlet
- 03. März: Eddie Perkins, US-amerikanischer Boxer († 2012)
- 05. März: Denny Crum, US-amerikanischer Basketballtrainer († 2023)
- 07. März: Georgi Tringow, bulgarischer Schachmeister († 2000)
- 08. März: Demissie Wolde, äthiopischer Marathonläufer
- 09. März: Marcel Vogel, Schweizer Biathlet
- 11. März: Lorne Loomer, kanadischer Ruderer († 2017)
- 11. März: Alexandra Sabelina, russische Florettfechterin und Olympiasiegerin († 2022)
- 11. März: Milan Vukcevich, jugoslawischer Schachgroßmeister und Schachproblemkomponist († 2003)
- 18. März: Rudi Altig, deutscher Radrennfahrer († 2016)
- 18. März: Mark Donohue, US-amerikanischer Automobilrennfahrer († 1975)
- 18. März: Wolfgang Utech, deutscher Leichtathlet († 2021)
- 19. März: Carlo Mazzone, italienischer Fußballspieler und -trainer († 2023)
- 19. März: Ahmed Oudjani, algerisch-französischer Fußballspieler († 1998)
- 19. März: István Sztani, ungarischer Fußballspieler und -trainer
- 20. März: Helmut Recknagel, deutscher Skispringer
- 21. März: Tom Flores, US-amerikanischer American-Football-Spieler und -Trainer
- 21. März: Sergei Koroljow, russisch-sowjetischer Schachspieler († 2007)
- 22. März: Armin Hary, deutscher Leichtathlet, zweifacher Olympiasieger, zweifacher Europameister
- 22. März: Emerich Jenei, rumänischer Fußballspieler, -trainer und -funktionär
- 24. März: Martin Giese, deutscher Radrennfahrer († 2017)
- 26. März: Albert Brülls, deutscher Fußballspieler († 2004)
- 27. März: Francesco Janich, italienischer Fußballspieler († 2019)
- 27. März: Carlo Pietromarchi, italienischer Automobilrennfahrer
- 28. März: Otto Altweck, deutscher Radrennfahrer und Radsporttrainer († 2025)
- 29. März: Bruno Mora, italienischer Fußballspieler († 1986)
- 31. März: Herbert Ninaus, österreichisch-australischer Fußballspieler und -trainer († 2015)

### April
- 01. April: Juri Melichow, sowjetischer Radrennfahrer († 2000)
- 02. April: Waltraud Fischer, deutsche Handballspielerin
- 03. April: Jewgeni Groschew, sowjetisch-russischer Eishockeyspieler († 2013)
- 04. April: Lajos Portisch, ungarischer Schachspieler
- 04. April: Charoen Wattanasin, thailändischer Badmintonspieler
- 08. April: Tony Barton, englischer Fußballspieler und -trainer († 1993)
- 11. April: Gerd Osenberg, deutscher Leichtathletiktrainer
- 14. April: Jan-Erik Lundqvist, schwedischer Tennisspieler
- 14. April: Carlo Mattrel, italienischer Fußballspieler († 1967)
- 14. April: Sepp Mayerl, österreichischer Bergsteiger († 2012)
- 14. April: Roy Vernon, walisischer Fußballspieler († 1993)
- 22. April: Jewgeni Feofanow, sowjetischer Boxer († 2000)
- 23. April: Josef Parzl, deutscher Fußballspieler († 2010)
- 26. April: Haílton Corrêa de Arruda, brasilianischer Fußballtorhüter († 2025)
- 26. April: Jean-Pierre Beltoise, französischer Automobilrennfahrer († 2015)
- 26. April: Gus Hutchison, US-amerikanischer Automobilrennfahrer
- 28. April: Karl von Wendt, deutscher Automobilrennfahrer und Unternehmer († 2006)
- 28. April: John White, schottischer Fußballspieler († 1964)
- 30. April: Anton Šoltýs, tschechoslowakischer Skirennläufer († 2022)

### Mai
- 02. Mai: Klaus Enders, deutscher Motorradrennfahrer († 2019)
- 03. Mai: Hans Cieslarczyk, deutscher Fußballspieler († 2020)
- 06. Mai: Shay Brennan, irischer Fußballspieler († 2000)
- 06. Mai: Rubin Carter, US-amerikanischer Boxer († 2014)
- 10. Mai: Tamara Press, sowjetische Kugelstoßerin und Diskuswerferin († 2021)
- 11. Mai: Helga Herdy, österreichische Skirennläuferin
- 11. Mai: German Sweschnikow, sowjetischer Fechter († 2003)
- 11. Mai: Ildikó Ujlakiné-Rejtő, ungarische Fechterin
- 12. Mai: Beryl Burton, englische Radrennfahrerin († 1996)
- 12. Mai: Horst Kassner, deutscher Motorradrennfahrer († 2019)
- 15. Mai: Juri Sissikin, sowjetischer Fechter
- 16. Mai: Herbert Kirchner, deutscher Biathlet (DDR)
- 16. Mai: Antonio Ubaldo Rattín, argentinischer Fußballspieler
- 21. Mai: Walentina Michailowna Maximowa, sowjetische Radrennfahrerin
- 22. Mai: Wiktor Ponedelnik, sowjetisch-russischer Fußballspieler († 2020)
- 24. Mai: Maryvonne Dupureur, französische Leichtathletin und Olympionikin († 2008)
- 26. Mai: Livio Trapè, italienischer Radsportler
- 29. Mai: Alwin Schockemöhle, deutscher Springreiter

### Juni
- 01. Juni: Ezio Pascutti, italienischer Fußballspieler und -trainer († 2017)
- 03. Juni: Jean-Pierre Jaussaud, französischer Automobilrennfahrer († 2021)
- 04. Juni: Leo Tschenett, österreichischer Fußballspieler († 2012)
- 05. Juni: Peter Härtel, deutscher Radsportler
- 10. Juni: Vilmos Varjú, ungarischer Leichtathlet († 1994)
- 11. Juni: Rino Marchesi, italienischer Fußballtrainer
- 12. Juni: Christian Zickelbein, deutscher Schachfunktionär
- 13. Juni: Irina Kiritschenko, sowjetische Bahnradsportlerin († 2020)
- 13. Juni: Erich Ribbeck, deutscher Fußballtrainer und -spieler
- 14. Juni: Fritz Wagnerberger, deutscher Skirennläufer und Sportfunktionär († 2010)
- 17. Juni: Heinz Wossowski, deutscher Badmintonspieler
- 19. Juni: John Peter, indischer Hockeyspieler († 1998)
- 19. Juni: Émile Viollat, französischer Skirennläufer († 2012)
- 26. Juni: Yūji Yamanaka, japanischer Biathlet
- 27. Juni: Adolfas Aleksejūnas, litauisch-sowjetischer Leichtathlet
- 27. Juni: Giwi Tschocheli, sowjetischer Fußballspieler und -trainer († 1994)
- 27. Juni: René Vanderveken, belgischer Radrennfahrer
- 29. Juni: Eva Maria Pracht, kanadische Dressurreiterin († 2021)
- 29. Juni: Oleg Tjurin, sowjetischer Ruderer († 2010)
- 30. Juni: Gainan Saidchushin, sowjetischer Radrennfahrer († 2015)

### Juli
- 01. Juli: Schak Suprikjan, sowjetischer Fußballspieler († 2011)
- 02. Juli: Richard Petty, US-amerikanischer Automobilrennfahrer
- 07. Juli: Konrad Wirnhier, deutscher Sportschütze († 2002)
- 12. Juli: Raymond Ceulemans, belgischer Billardspieler
- 14. Juli: Claude Bloodgood, US-amerikanischer Mörder und Schachspieler († 2001)
- 14. Juli: Shelby Wilson, US-amerikanischer Ringer
- 16. Juli: Wlamir Marques, brasilianischer Basketballspieler († 2025)
- 17. Juli: Maury Schleicher, US-amerikanischer American-Football-Spieler († 2004)
- 19. Juli: Horst Gauß, deutscher Boxer und Boxtrainer
- 21. Juli: Wiktor Mamatow, russischer Biathlet und Olympiasieger († 2023)
- 22. Juli: Christa Kleinhans, deutsche Fußballspielerin
- 24. Juli: George Young, US-amerikanischer Leichtathlet († 2022)
- 27. Juli: Helmut Fendel, deutscher Fußballspieler († 2019)
- 31. Juli: Mauro Bianchi, belgischer Automobilrennfahrer italienischer Herkunft
- 31. Juli: Manfred Walter, deutscher Fußballspieler und -trainer

### August
- 02. August: Jacob Oudkerk, niederländischer Radrennfahrer († 2024)
- 03. August: Andrés Gimeno, spanischer Tennisspieler († 2019)
- 05. August: Herb Brooks, US-amerikanischer Eishockeytrainer († 2003)
- 09. August: Renato Longo, italienischer Radsportler († 2023)
- 09. August: Hans Nowak, deutscher Fußballspieler († 2012)
- 09. August: Klemens Tietmeyer, deutscher Tischtennisspieler († 1993)
- 10. August: Kurt Grüter, Schweizer Extrembergsteiger
- 10. August: Eddie Meador, US-amerikanischer American-Football-Spieler († 2023)
- 10. August: Lucinda Williams, US-amerikanische Leichtathletin und Olympiasiegerin
- 15. August: Lones Wigger Jr., US-amerikanischer Sportschütze († 2017)
- 20. August: Horst Dehn, deutscher Fußballspieler († 2005)
- 20. August: Georg Thoma, deutscher Skispringer
- 22. August: Francesco Musso, italienischer Boxolympiasieger
- 24. August: Juri Zizinow, sowjetischer Eishockeyspieler († 1994)
- 26. August: Waleri Popentschenko, sowjetischer Boxer und Olympiasieger († 1975)

### September
- 02. September: Willi Giesemann, deutscher Fußballspieler († 2024)
- 02. September: Peter Ueberroth, US-amerikanischer Sportfunktionär
- 04. September: Dawn Fraser, australische Schwimmerin
- 05. September: Antonio Angelillo, argentinisch-italienischer Fußballspieler und -trainer († 2018)
- 05. September: Sepp Reif, deutscher Eishockeyspieler († 2023)
- 14. September: Eva-Maria ten Elsen, DDR-Schwimmerin
- 19. September: José Pedraza, mexikanischer Leichtathlet und Olympiamedaillengewinner († 1998)
- 21. September: Gilbert Desmit, belgischer Schwimmer
- 21. September: José Vicente Moura, portugiesischer Sportfunktionär
- 22. September: Buddy Edelen, US-amerikanischer Marathonläufer († 1997)
- 23. September: Kurt Vossen, deutscher Fußballfunktionär, Vorsitzender von Bayer 04 Leverkusen († 2007)
- 24. September: Helga Hoffmann, deutsche Leichtathletin
- 26. September: Helmut Waßmuth, deutscher Fußballspieler († 2011)
- 28. September: Heinz Hornig, deutscher Fußballspieler
- 28. September: Bob Schul, US-amerikanischer Langstreckenläufer
- 29. September: Günter Fronzeck, deutscher Fußballspieler
- 30. September: Gary Hocking, rhodesischer Motorradrennfahrer († 1962)

### Oktober
- 03. Oktober: Claude Arabo, französischer Säbelfechter († 2013)
- 05. Oktober: Barry Switzer, US-amerikanischer American-Football-Trainer
- 07. Oktober: Jerzy Wojnar, polnischer Rodler († 2005)
- 09. Oktober: David Prophet, britischer Automobilrennfahrer († 1981)
- 10. Oktober: Erich Tschöp, deutscher Fußballspieler
- 11. Oktober: Virgil Bălan, rumänischer Tischtennistrainer († 2008)
- 11. Oktober: Bobby Charlton, britischer Fußballspieler († 2023)
- 16. Oktober: John Whitmore, britischer Automobilrennfahrer, Berater und Sachbuchautor († 2017)
- 18. Oktober: Boyd Dowler, US-amerikanischer American-Football-Spieler
- 19. Oktober: Teresa Ciepły, polnische Leichtathletin und Olympionikin († 2006)
- 23. Oktober: Werner Basel, DDR-Fußballspieler und -trainer
- 25. Oktober: Wilf McGuinness, englischer Fußballspieler und -trainer
- 28. Oktober: Lenny Wilkens, US-amerikanischer Basketballspieler und -trainer
- 29. Oktober: Alan Peacock, englischer Fußballspieler († 2025)

### November
- 01. November: Tom Waddell, US-amerikanischer Arzt und Sportler († 1987)
- 08. November: Nilo Zandanel, italienischer Skispringer und Nordischer Kombinierer († 2015)
- 09. November: Peter Schindler, deutscher Radrennfahrer
- 10. November: Walter Stuch, deutscher Badmintonspieler
- 10. November: Zdeněk Zikán, tschechischer Fußballspieler († 2013)
- 11. November: Vittorio Brambilla, italienischer Motorrad- und Automobilrennfahrer († 2001)
- 11. November: Helga Henning, deutsche Leichtathletin († 2018)
- 13. November: Bernd Rohr, deutscher Radrennfahrer († 2022)
- 14. November: Vittorio Adorni, italienischer Radrennfahrer und Präsident der Profi-Radrennfahrer-Vereinigung († 2022)
- 14. November: Hilmar Hoffer, deutscher Fußballspieler († 2024)
- 15. November: Ron Yeats, schottischer Fußballspieler († 2024)
- 18. November: Juan José Timón, uruguayischer Radrennfahrer († 2001)
- 20. November: Eero Mäntyranta, finnischer Skilangläufer († 2013)
- 22. November: Hans-Dieter Pophal, deutscher Kunstspringer und Trainer
- 23. November: Karl Mildenberger, deutscher Boxsportler († 2018)
- 25. November: Şenol Birol, türkischer Fußballspieler und -trainer († 2022)
- 26. November: Léo Lacroix, französischer Skirennläufer
- 29. November: Tom Trana, schwedischer Rallyefahrer († 1991)
- 30. November: Tom Simpson, englischer Radrennfahrer († 1967)

### Dezember
- 02. Dezember: Chris Bristow, englischer Automobilrennfahrer († 1960)
- 03. Dezember: Bobby Allison, US-amerikanischer Automobilrennfahrer († 2024)
- 03. Dezember: Bobby Boyd, US-amerikanischer American-Football-Spieler († 2017)
- 04. Dezember: William Lombardy, US-amerikanischer Schachspieler († 2017)
- 06. Dezember: Alberto Spencer, ecuadorianischer Fußballspieler und Konsul († 2006)
- 09. Dezember: Wiktor Zyplakow, sowjetischer Eishockeyspieler
- 11. Dezember: Helga Hanel, österreichische Skirennläuferin
- 12. Dezember: John McKenzie, kanadischer Eishockeyspieler († 2018)
- 12. Dezember: Joop van Oosterom, niederländischer Unternehmer und Schachspieler († 2016)
- 15. Dezember: Andreas Klaus, deutscher Motorradrennfahrer
- 17. Dezember: Peter Noske, deutscher Fußballtorwart
- 18. Dezember: Henri Duez, französischer Radrennfahrer († 2025)
- 19. Dezember: Werner Pfeil, deutscher Leichtathlet († 2019)
- 24. Dezember: Uwe Erich, deutscher Fußballspieler († 2023)
- 24. Dezember: Félix Miéli Venerando, brasilianischer Fußballspieler († 2012)
- 24. Dezember: Ola Wærhaug, norwegischer Biathlet
- 28. Dezember: Jorge Nuno Pinto da Costa, portugiesischer Sportfunktionär († 2025)
- 28. Dezember: Wessel Lücke, deutscher Basketballspieler, -trainer und -funktionär († 2022)
- 30. Dezember: Gordon Banks, englischer Fußballtorwart († 2019)
- 30. Dezember: Sergio Castelletti, italienischer Fußballspieler und -trainer († 2004)
- 31. Dezember: Milutin Šoškić, jugoslawischer Fußballspieler und -trainer († 2022)

### Datum unbekannt
- Pinto Alves, portugiesischer Badmintonspieler
- Karl-Heinz Bergsträßer, deutscher Handballtrainer († 2025)
- Álvaro Gómez, kolumbianischer Schwimmer
- Jewgeni Kazura, sowjetischer Gewichtheber († 1967)
- Abdul Patah Unang, indonesischer Badmintonspieler

## Gestorben

### Januar
- 02. Januar: Bernard Franklin, britischer Turner (* 1889)
- 10. Januar: John Howard, kanadischer Leichtathlet (* 1888)
- 13. Januar: Antoine Védrenne, französischer Ruderer (* 1878)
- 13. Januar: Hugo Winzer, deutscher Eiskunstläufer (* 1862)
- 15. Januar: Josef Steinbach, österreichischer Gewichtheber (* 1879)
- 19. Januar: Douglas Robinson, britischer Cricketspieler (* 1864)
- 25. Januar: Henri Cuvelier, französischer Wasserballspieler (* 1908)
- 28. Januar: George Buckland, britischer Lacrossespieler (* 1883)
- 28. Januar: Anastasios Metaxas, griechischer Schießsportler (* 1862)
- 30. Januar: Alfred Grütter, Schweizer Sportschütze (* 1860)

### Februar
- 04. Februar: Louis Williquet, belgischer Gewichtheber (* 1894)
- 13. Februar: Theodore Just, britischer Mittelstreckenläufer (* 1886)
- 14. Februar: Franz Böckli, Schweizer Sportschütze (* 1858)
- 15. Februar: Vincenzo Lancia, italienischer Automobilrennfahrer und -konstrukteur (* 1881)
- 22. Februar: Robert Hilliard, irischer Boxer (* 1904)
- 22. Februar: Einar Nilsson, schwedischer Leichtathlet (* 1891)
- 24. Februar: Mildred Coles, englische Tennisspielerin (* 1876)
- 24. Februar: Ernest Webb, britischer Geher (* 1874)

### März
- 08. März: Oscar Näumann, deutscher Kunstturner (* 1876)
- 10. März: Oskar Steinbach, deutscher Motorradrennfahrer (* 1913)
- 16. März: Bruto Buozzi, italienischer Turner (* 1885)
- 20. März: Harry Vardon, englischer Golfer (* 1870)
- 21. März: Sayed Jaffar, indischer Hockeyspieler (* 1911)
- 28. März: James Flanagan, US-amerikanischer Ruderer (* 1884)

### April
- 09. April: Josef Lohner, deutscher Motorradrennfahrer (* unbekannt)
- 09. April: Aage Madsen, dänischer Tennisspieler und Sportfunktionär (* 1883)
- 10. April: Kenelm Lee Guinness, irisch-britischer Unternehmer, Rekord- und Automobilrennfahrer (* 1887)
- 11. April: Philip van Dijk, niederländischer Fußballspieler (* 1885)
- 12. April: Frank Mount Pleasant, US-amerikanischer Leichtathlet und American-Football-Trainer (* 1884)
- 15. April: Ronald Maitland, kanadischer Segler (* 1887)
- 21. April: George Caridia, britischer Tennisspieler (* 1869)
- 26. April: Béla von Kehrling, ungarischer Tennis- und Tischtennisspieler (* 1891)
- 28. April: Freddie Guest, britischer Polospieler (* 1875)
- 29. April: Harry Stapley, englischer Fußballspieler (* 1883)

### Mai
- 12. Mai: Jorge de Paiva, portugiesischer Fechter (* 1887)
- 20. Mai: Max von Arco-Zinneberg, deutscher Automobilrennfahrer (* 1908)
- 21. Mai: Henri Gilardoni, französischer Segler (* 1876)
- 29. Mai: Szczepan Witkowski, polnischer Skilangläufer (* 1898)
- 30. Mai: Hans Frei, Schweizer Bergsteiger (* 1910)

### Juni
- 07. Juni: Charles Brown, US-amerikanischer Roquespieler (* 1867)
- ≈15. Juni: Karl Wien, deutscher Bergsteiger (* 1906)
- 19. Juni: Man Afraid Soap, kanadischer Lacrossespieler (* 1869)
- 28. Juni: Eduard Steinemann, Schweizer Turner (* 1906)

### Juli
- 01. Juli: Rowland Prothero, britischer Cricketspieler (* 1851)
- 02. Juli: Ottó Hellmich, ungarischer Turner (* 1874)
- 05. Juli: Georges Paulus, französischer Schwimmer (* 1896)
- 05. Juli: Daniel Sawyer, US-amerikanischer Golfspieler (* 1882)
- 26. Juli: Ernst von Delius, deutscher Automobilrennfahrer (* 1912)
- 26. Juli: Aldo Pigorini, italienischer Motorradrennfahrer (* 1907)

### August
- 07. August: Eddie Gerard, kanadischer Eishockeyspieler und -trainer (* 1890)
- 08. August: Jimmie Guthrie, britischer Motorradrennfahrer (* 1897)
- 15. August: Orin Upshaw, US-amerikanischer Tauzieher (* 1874)
- 22. August: Karl Braun, deutscher Motorradrennfahrer (* 1902)
- 23. August: George Whitaker, britischer Sportschütze (* 1864)

### September
- 02. September: Pierre de Coubertin, Begründer der Olympischen Spiele der Neuzeit (* 1863)
- 03. September: Emil Lindh, finnlandschwedischer Segler (* 1867)
- 07. September: Pierre Guilloux, französischer Leichtathlet (* 1901)
- 26. September: Hubert Lefèbvre, französischer Rugbyspieler (* 1878)
- 29. September: Ray Ewry, US-amerikanischer Leichtathlet und Olympiasieger (* 1873)
- 29. September: Ernst Hoppenberg, deutscher Schwimmer und Wasserballspieler (* 1878)
- 30. September: Anthony Sweijs, niederländischer Sportschütze (* 1852)

### Oktober
- 12. Oktober: William Galbraith, kanadischer Leichtathlet (* 1885)
- 15. Oktober: Eino Sandelin, finnischer Segler (* 1864)
- 15. Oktober: Arthur Zborzil, österreichischer Tennisspieler (* 1885)
- 25. Oktober: Willi Boltze, deutscher Leichtathlet (* 1904)
- 29. Oktober: Percy Almstedt, schwedischer Segler (* 1888)
- 31. Oktober: Gustav-Adolf Sjöberg, schwedischer Sportschütze (* 1865)
- 31. Oktober: Mike Twin Sullivan, US-amerikanischer Boxer (* 1878)

### November
- 15. November: Alexander Nikolajewitsch Dobrschanski, russischer Sportschütze (* 1873)

### Dezember
- 18. Dezember: Christopher Jones, britischer Wasserball- und Rugbyspieler (* 1886)
- 000Dezember: Paul Lizandier, französischer Langstreckenläufer (* 1884)

### Datum unbekannt
- Chin Kuai-ti, chinesischer Boxer (* 1915)
- Erich Kroner, deutscher Sportjournalist und Beamter (* um 1888)
- Iver Lawson, US-amerikanischer Radrennfahrer (* 1879)
- David Teivonen, finnischer Kunstturner (* 1889)
- Yabu Kentsū, japanischer Karatemeister (* 1863)